# Olympische Jugend-Sommerspiele 2014/Teilnehmer (Belize)
| Gelbes Symbol für Goldmedaillen mit stilisierten Olympischen Ringen | Graues Symbol für Silbermedaillen mit stilisierten Olympischen Ringen | Braundes Symbol für Bronzemedaillen mit stilisierten Olympischen Ringen |
| ------------------------------------------------------------------- | --------------------------------------------------------------------- | ----------------------------------------------------------------------- |
| —                                                                   | —                                                                     | —                                                                       |

Die Jugend-Olympiamannschaft aus Belize für die II. Olympischen Jugend-Sommerspiele vom 16. bis 28. August 2014 in Nanjing (Volksrepublik China) bestand aus drei Athleten.

## Athleten nach Sportarten

### Leichtathletik
Mädchen
- Elaine Jex
200 m: 15. Platz
8 × 100 m Mixed: 10. Platz

### Radsport
Jungen
- Delawn Julian Abraham
- Zahir Figueroa
Kombination: 32. Platz
Mixed: 21. Platz (mit  Slowakei)